# Nanosegundo
| Símbolo             | ns     |
| Magnitud            | Tiempo |
| SI equivalencia     | 10-9 s |
| Dimensión           | T      |
| Sistema de unidades | SI     |

Un nanosegundo (símbolo ns) es una unidad de tiempo del Sistema Internacional de Unidades igual a la milmillonésima parte de un segundo, (10-9 s). No se usa en la vida diaria, pero es de interés en ciertas áreas de la física, la química, la electrónica y en la informática. Así, un nanosegundo es la duración de un ciclo de reloj de un procesador de 1 GHz, y es también el tiempo que tarda la luz en recorrer aproximadamente 30 cm.